# Croton mandonis
Espèce
Croton mandonis est une espèce de plantes à fleurs du genre Croton et de la famille Euphorbiaceae présente en Bolivie.
Il a pour synonyme :
- Oxydectes mandonis, (Müll.Arg.) Kuntze